# Драшичі
Драшичі (словен. Drašiči) — поселення в общині Метлика, регіон Південно-Східна Словенія, Словенія.